# ستيليوس اوكاريدوس
ستيليوس اوكاريدوس (15 نوفمبر 1977 بنيقوسيا في قبرص - ) هو لاعب كرة قدم قبرصي في مركز الدفاع. شارك مع منتخب قبرص لكرة القدم. أما مع النوادي، فقد لعب مع أبولون ليماسول وأولمبياكوس نيقوسيا ونادي أبويل ودوكسا كاتوكوبياس ‏.

## مسيرته الكروية
لعب ستيليوس اوكاريدوس خلال مسيرته الاحترافية مع 4 أندية في أربعة عشر موسمًا وسجل خلالها 10 أهداف ضمن 237 مباراة. حيث فاز في موسم واحد بالكأس وفي ثلاثة مواسم بالدوري.
خاض ستيليوس اوكاريدوس مسيرته مع نادي أبويل في موسم 1997–98 في المرة الأولى لمدة موسم واحد ثم في موسم 2001–02 ليلعب معه ستة مواسم، مشاركًا طوالها في 122 مباراة سجل خلالها 5 أهداف. ثم انتقل إلى دوكسا كاتوكوبياس ‏ في موسم 1998–99 في المرة الأولى واستمر معه طيلة ثلاثة مواسم ثم في موسم 2010–11 لمدة موسم واحد، حيث شارك طوالها في 65 مباراة سجل خلالها 3 أهداف. لينتقل بعدها إلى نادي أبولون ليماسول في موسم 2007–08 ولمدة موسمين، مشاركًا في 29 مباراة سجل خلالها هدفًا واحدًا. ثم انتقل إلى نادي أولمبياكوس نيقوسيا في موسم 2009–10 لمدة موسم واحد، مشاركًا في 21 مباراة سجل خلالها هدفًا واحدًا أيضًا.

## وصلات خارجية
- ستيليوس اوكاريدوس على موقع الاتحاد الأوربي (الإنجليزية)
- ستيليوس اوكاريدوس على موقع قاعدة بيانات كرة القدم.إي يو (الإنجليزية)
- ستيليوس اوكاريدوس على موقع ناشيونال فوتبول تيمز (الإنجليزية)
- ستيليوس اوكاريدوس على موقع عالم كرة القدم.نت (الإنجليزية)